# Johann Nikolaus Forkel
Johann Nikolaus Forkel né à Meeder, près de Cobourg le 22 février 1749 et mort à Göttingen, le 20 mars 1818, fut un organiste et historiographe allemand de la musique. Premier biographe de Johann Sebastian Bach, il est considéré comme l'un des fondateurs de la musicologie,.

## Biographie
Il commença ses études musicales avec le cantor de Meeder J.H. Schulthesius, et les compléta au Johanneum (de) de Lunebourg,. 
Il se fixa à l'université de Göttingen en 1769 et en devint l'organiste titulaire en 1770. Il y donna des cours sur la musique à partir de 1772 et en devint directeur musical en 1779,. Ami de Wilhelm Friedemann Bach et de Carl Philipp Emanuel Bach, il s'appuya notamment sur les renseignements fournis par eux pour rédiger la biographie de leur père Johann Sebastian parue en 1802 à Leipzig, avec une dédicace au baron van Swieten.
En 1801, il rendit visite à Haydn à Eisenstadt.